# Ik blijf jouw leven lang bij mij
Ik blijf jouw leven lang bij mij is een nummer van het Nederlandse cabaret- en zangduo Acda & De Munnik uit 2009. Het is de eerste single van hun zevende studioalbum Jouw leven lang bij mij.
Het nummer met poëtische titel werd een klein hitje. Het haalde de 33e positie in de Nederlandse Single Top 100.